# Hachette Filipacchi Médias
Hachette Filipacchi Médias, S.A. (HFM) é uma das maiores editoras de revistas do mundo. É uma subsidiária integral da Lagardere Media, da França.